# Ołeksandr Tymczyk
Ołeksandr Wasylowycz Tymczyk, ukr. Олександр Васильович Тимчик (ur. 20 stycznia 1997 we wsi Krykływeć, w obwodzie winnickim, Ukraina) – ukraiński piłkarz, grający na pozycji obrońcy w ukraińskim klubie Dynamo Kijów oraz w reprezentacji Ukrainy. Uczestnik Mistrzostw Europy 2020 oraz 2024.

## Kariera piłkarska

### Kariera klubowa
Wychowanek klubów BRW-VIK Włodzimierz Wołyński i Dynamo Kijów, barwy których bronił w juniorskich mistrzostwach Ukrainy (DJuFL). 9 kwietnia 2014 rozpoczął karierę piłkarską w drużynie juniorskiej Dynama Kijów, a 26 października 2016 debiutował w podstawowym składzie. 18 lipca 2017 został wypożyczony do Stali Kamieńskie. 23 grudnia 2017 został wypożyczony do Zorii Ługańsk.

### Kariera reprezentacyjna
Występował w juniorskich reprezentacjach U-17 i U-19. W 2016 został powołany do młodzieżowej reprezentacji Ukrainy. 3 września 2020 debiutował w składzie narodowej reprezentacji Ukrainy.